# Edwin Meese
Edwin "Ed" Meese III, född 2 december 1931 i Oakland, Kalifornien, är en amerikansk republikansk politiker, ämbetsman och jurist.

## Biografi

Edwin Meese tillsammans med Ronald Reagan i ovala rummet (1981).

Han utexaminerades från Yale University 1953. Där var han ordförande för debattföreningen Yale Political Union och eftersom han deltog i ROTC fortsatte han tre år efter det med aktiv tjänstgöring som officer i USA:s armé som artillerist till 1956, därefter som reservofficer specialiserad på underrättelsetjänst (vilket han var fram till 1984 med överste som slutgrad). Sedan avlade han 1958 juristexamen vid University of California, Berkeley. 1967 blev han medarbetare till Kaliforniens guvernör Ronald Reagan och från 1969 till 1974 var han dennes stabschef. Meese spelade en central roll i Reagans beslut att kväsa studentdemonstrationerna vid People's Park i Berkeley  den 15 maj 1969. Reagan följde sin stabschefs rekommendation att utlysa undantagstillstånd i staden och kalla in nationalgardet, tvärtemot vad stadsfullmäktige i Berkeley ansåg i frågan.
Mellan 1977 och 1981 arbetade Meese som juridikprofessor vid University of San Diego.
När Ronald Reagan blev vald till USA:s president 1980, ledde Meese övergångsförberedelserna för sin tidigare chef. Meese var seniorrådgivare (engelska: Counselor to the President) i presidentkansliet till Reagan mellan 1981 och 1985, en del av Reagans "trojka" med James Baker som Vita husets stabschef och Michael Deaver som vice stabschef under Reagans första mandatperiod, då Meese också var medlem av kabinettet och nationella säkerhetsrådet. 
Han tjänstgjorde därefter som USA:s justitieminister från 1985 till 1988. Den mest kontroversiella aspekten för Meese under tiden som justitieminister var omfattningen om hans vetskap om Iran-contras-affären.

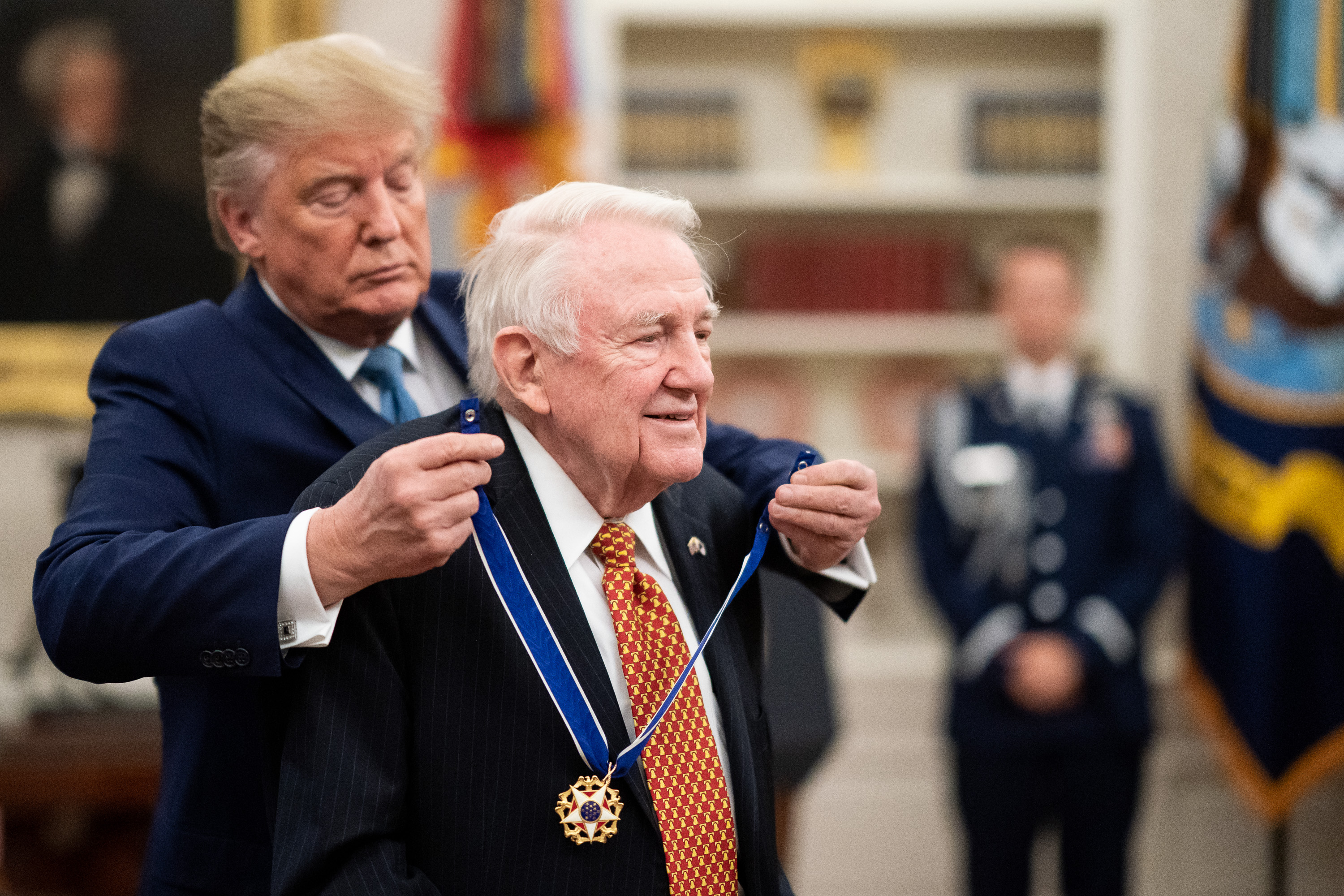
Ed Meese tilldelas presidentens frihetsmedalj av Donald Trump (2019).

Som justitieminister beställde Meese en utredning om pornografin. Den s.k. Meesekommissionen publicerade sin rapport i juli 1986. Kommissionen var mycket kritisk mot pornografin och medlemmar av justitieministerns kommission lyckades få många affärer att ta bort Playboy och Penthouse från sina hyllor i hela USA. En federal domstol i Washington DC ansåg dock i fallet Meese v. Playboy att federala statsmaktens förfarande stred mot det första tillägget till USA:s konstitution, det om yttrandefriheten. Rätten ansåg att federala statsmakten ville censurera framtida publikationer innan de hade publicerats, dvs. det handlade om sk. prior restraint. Material som har publicerats får tas bort från marknaden om där finns någonting kränkande, men man får inte hindra publikationen av någonting som ännu inte finns tillgängligt.
Efter tiden som justitieminister har Meese arbetat för den konservativa tankesmedjan Heritage Foundation, som senior fellow vid Hoover Institution och det kristet konservativa Discovery Institute som förespråkar teorin om Intelligent design, en omdebatterad variant av kreationismen. Meese har också deltagit i arbetet av Iraq Study Group, kommissionen ledda av James Baker och Lee Hamilton, som i december 2006 publicerade sina rekommendationer för en ny strategi i Irakkriget.